# سينما الشواذ الجديدة
سينما المثليين الجديدة (بالإنجليزية: New Queer Cinema) مصطلح صاغته لأول مرة الأكاديمية ب. روبي ريتش  في مجلة «البصر والصوت» في عام 1992 لتعريف ووصف حركة في صناعة الأفلام المستقلة ذات الطابع الغريب في أوائل التسعينيات. تطور المصطلح من استخدام كلمة «مثلي queer» في الكتابة الأكاديمية في الثمانينيات والتسعينيات من القرن الماضي كطريقة شاملة لوصف هوية وخبرة المثليين، والمثليات، ومزدوجي الميول الجنسية، و العابرين جنسيًا، وكذلك تحديد شكل من أشكال النشاط الجنسي كان مائعًا ومخربًا للمفاهيم التقليدية للجنس. تم تسمية الاستوديو السينمائي الرئيسي لمناقشة هذه القضايا باسم «سينما الخط الجديد New Line Cinema» مع قسم ميزات الخط الدقيق. وصف هذه الظاهرة منذ عام 1992، العديد من الأكاديميين الآخرين، واستخدمت لوصف العديد من الأفلام الأخرى التي تم إصدارها منذ التسعينيات. عادة ما تشترك أفلام حركة السينما المثلية الجديدة في موضوعات معينة، مثل رفض التناغم المغاير، وحياة LGBT وهذه الأحرف هي بدايات كلمات (المثليين، والمثليات، ومزدوجي التوجه الجنسي، والعابرين جنسياً) الذين يعيشون على هامش المجتمع.

## وصلات خارجية
- A Brief History of Queer Cinema at GreenCine (archived version)
- سينما الشواذ الجديدة
- سينما الشواذ الجديدة
- سينما الشواذ الجديدة
- سينما الشواذ الجديدة